# Gazi Husrev-beg
Gazi Husrev-beg (em turco otomano: غازى خسرو بیگ; romaniz.: Ghāzī Khuṣrow Beg; em turco moderno: Gazi Hüsrev Bey; 1480 — 1541) foi um bei no Império Otomano durante a primeira metade do século XVI. Ele foi um estrategista militar eficaz, e o maior doador e construtor de Sarajevo, na Bósnia e Herzegovina.